# Liste der Naturdenkmale in Heuchelheim-Klingen
Die Liste der Naturdenkmale in Heuchelheim-Klingen nennt die im Gemeindegebiet von Heuchelheim-Klingen ausgewiesenen Naturdenkmale (Stand 23. Mai 2024).

## Naturdenkmale
| Nr.         | Bezeichnung      | Lage                                                         | Beschreibung          | Bild                                    |
| ----------- | ---------------- | ------------------------------------------------------------ | --------------------- | --------------------------------------- |
| ND-7337-263 | Zwei Lindenbäume | Klingen, Klingbachstraße, bei Nr. 13 (Kirche St. Georg) Lage | Tilia sp., zwei Bäume | Direkt Bild zu diesem Denkmal hochladen |